# خانه زیبارویان خفته
خانه خوبرویان خفته (به ژاپنی: 眠れる美女) داستان بلندی از یاسوناری کاواباتا نخستین نویسنده ژاپنی برنده نوبل است. این داستان بلند در ۱۹۶۱ منتشر شده‌است.

## نقد و نظر
- گابریل گارسیا مارکز: تنها رمانی که آرزو داشتم نویسنده اش باشم رمان خانه خوبرویان خفته است. اگر چه که من نمی‌توانم این موضوع را تفسیر کنم و حتی در تنها سفری که به ژاپن داشتم نتوانستم آن را تفهیم کنم؛ ولی برای خودم امری واضح و روشن است.
- یوکیو میشیما: خانه خوبرویان خفته به راستی شاهکاری یگانه است؛ و این یگانگی علاوه بر محتوایی غیرمعمول و خاص، به خاطر کمال آن در ارائه فرمی ویژه است. اثری که نکته‌هایی شگرف را در هزارتوی درونش نهفته دارد. کاواباتا با فراتر رفتن از احساسات و شهوات، سعی در آشکار ساختن جوهره و خصلت شقاوت و بی رحمی درون آدمی دارد.

## ترجمه به فارسی
- خانه خوبرویان خفته؛ رضا دادویی؛ انتشارات آمه و انتشارات سبزان[پیوند مرده]
- خانه زیبارویان خفته؛ کیومرث پارسای